# Graniteville (Kalifornia)
Graniteville – jednostka osadnicza w Stanach Zjednoczonych, w stanie Kalifornia, w hrabstwie Nevada.